# Diocesi di Vagada
La diocesi di Vagada (in latino Dioecesis Vagadensis) è una sede soppressa e sede titolare della Chiesa cattolica.

## Storia
Vagada, forse identificabile con le rovine di El-Aria nell'odierna Algeria, è un'antica sede episcopale della provincia romana di Numidia.
Sono due i vescovi noti di questa diocesi africana. A questa sede viene attribuito il donatista Donato, episcopus Vageatensis, che prese parte alla conferenza di Cartagine del 411, che vide riuniti assieme i vescovi cattolici e donatisti dell'Africa romana; la sede non aveva in quell'occasione un vescovo cattolico.
Il nome di Fulgenzio occupa il 111º posto nella lista dei vescovi della Numidia convocati a Cartagine dal re vandalo Unerico nel 484; Fulgenzio era già deceduto in occasione della redazione di questa lista.
Dal 1933 Vagada è annoverata tra le sedi vescovili titolari della Chiesa cattolica; dal 21 dicembre 2005 il vescovo titolare è Bohdan Dzjurach, C.SS.R., esarca apostolico di Germania e Scandinavia.

## Cronotassi

### Vescovi residenti
- Donato † (menzionato nel 411) (vescovo donatista)

- Fulgenzio † (prima del 484)

### Vescovi titolari
- Paul Bouque, S.C.I. † (28 maggio 1934 - 14 settembre 1955 nominato vescovo di Nkongsamba)
- Joannes Maria Michael Holterman, O.P. † (9 dicembre 1956 - 14 giugno 1958 nominato vescovo di Willemstad)
- José Lecuona Labandibar, I.E.M.E. † (4 luglio 1958 - 8 gennaio 1997 deceduto)
- Denis James Hart (10 novembre 1997 - 22 giugno 2001 nominato arcivescovo di Melbourne)
- Roberto Camilleri Azzopardi, O.F.M. † (26 luglio 2001 - 21 maggio 2004 nominato vescovo di Comayagua)
- Bohdan Dzjurach, C.SS.R., dal 21 dicembre 2005